# Herbert Brunar
Herbert Brunar (20. September 1897 in Gutenstein, Niederösterreich – 1983) war ein österreichischer Schauspieler, Synchron-, Radio- und Hörspielsprecher.

## Werdegang
1932 stand er als Sprecher bei der Bühnenbearbeitung von Erich Kästners Hörspiel Leben in dieser Zeit (1929) am Breslauer Stadttheater neben Ernst Busch und Kaete Nick-Jaenicke auf der Bühne. Diese Rolle hatte er bereits bei einer Rundfunksendung übernommen.
Er war von 1928 bis 1933 Sprecher und bisweilen auch Regisseur der Schlesischen Funkstunde in Breslau.
Sein späterer Wirkungsort war Wien.
Als Synchronsprecher war er unter anderem für Fredric March in der ersten Synchronfassung von Maria von Schottland zu hören und für Leopold Stokowski in 100 Mann und ein Mädchen.
Nach 1945 hörte man ihn u. a. im ORF, dem Hessischen Rundfunk und beim Radio Bremen. Auch hier setze er weiterhin seine Tätigkeit als Hörspielregisseur fort.
Die ARD-Hörspieldatenbank und die Ö1-Hörspieldatenbank enthalten (Stand: März 2025) für den Zeitraum von 1928 bis 1964 insgesamt 152 Datensätze, bei denen Herbert Brunar als Sprecher, Regisseur, Autor und/oder Bearbeiter (Wort) geführt wird.